# Portugalská ragbyová reprezentace

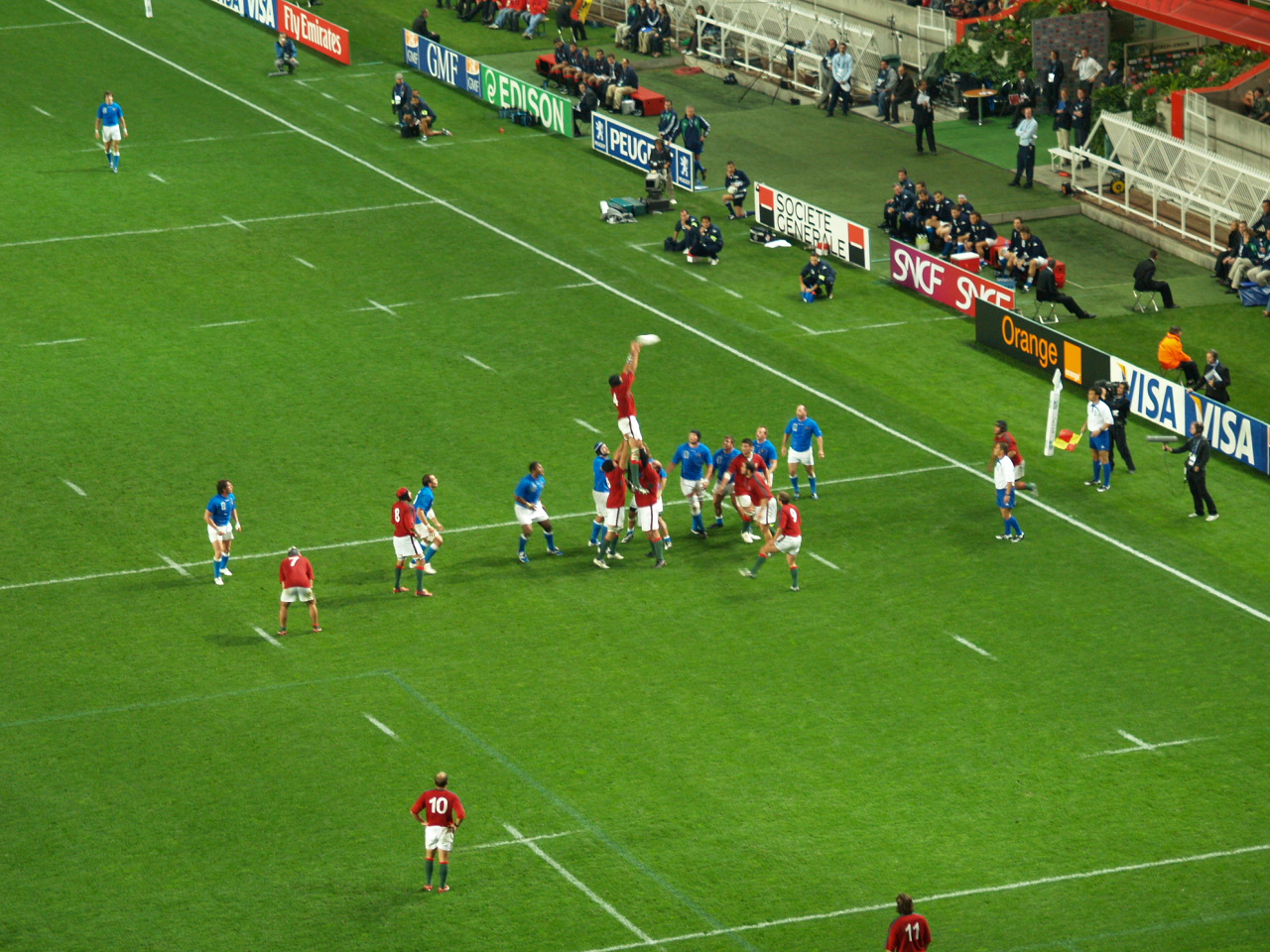
Zápas Itálie–Portugalsko na Mistrovství světa v ragby 2007

Portugalská ragbyová reprezentace reprezentuje Portugalsko na turnajích rugby union. Je účastníkem druhé nejlepší evropské reprezentační soutěže Championship. V roce 2023 ve finále Rugby Europe Championship prohrála s Gruzií. 
V letech 2007 a 2023 se zúčastnila mistrovství světa v ragby. Při svém prvním vystoupení mezi nejlepšími týmy světa prohrála ve skupině všechny zápasy. Reprezentanti Portugalska si postupně zahráli proti Skotsku, Novému Zélandu, Itálii a Rumunsku. Připsali si bod do tabulky za prohru s Rumunskem 10–14. 
V roce 2023 Portugalsko prohrálo s Walesem, remizovalo s Gruzií, prohrálo s Austrálií a vyhrálo nad Fidži. Ve skupině skončilo se 6 body na čtvrtém místě. Po skupinové fázi MS 2023 se dostalo na 13. místo světového ragbyového žebříčku.